# Viola roigii
Viola roigii là một loài thực vật có hoa trong họ Hoa tím. Loài này được Rossow miêu tả khoa học đầu tiên.